# Керекес
Кереке́с (тат. Кәрәкәс) — село в Заинском районе Республики Татарстан, в составе Бегишевского сельского поселения.

## География
Село находится на реке Авлашка, в 30 км к северу от районного центра, города Заинска и в 10 км к юго-востоку от города Нижнекамска. Через село проходит железная дорога Волго-Камского региона Куйбышевской железной дороги со станцией Бегишево.

## История
Село известно из первоисточников с 1680 года. 
В сословном плане, в XVIII веке и вплоть до 1860-х годов жителей села причисляли к государственным крестьянам, происходящим из ясачных и служилых татар. Их основными занятиями в то время были земледелие, скотоводство, пчеловодство, извоз.
По сведениям из первоисточников, в 1870 году в селе действовали мечеть и медресе. В начале XX столетия — 2 мечети и медресе. Среди хозяйственных построек были: 2 водяные мельницы, крупообдирка, хлебозапасный магазин, мануфактурно-бакалейная лавка; земельный надел сельской общины составлял 916,1 десятины.
По подворной переписи 1912—1913 годов, в селе насчитывалось 167 дворов. Хозяйства имели 1548 голов скота; 111 хозяйств помимо земледелия занимались кустарными промыслами.
В 1919 году произошёл пожар, из-за которого сгорели большая часть села и одна из мечетей.
Административно, до 1920 года село относилось к Афонасовской волости Мензелинскому уезду Уфимской губернии, с 1920 года — к Челнинского кантону ТАССР. С 10 августа 1930 года вошло в состав вновь образованного Челнинского, с 10 февраля 1935 — в Заинского, с 1 февраля 1963 — вновь Челнинского, с 1 ноября 1972 — Заинского районов.
В период коллективизации в селе был организован первый колхоз, с 1998 года колхоз села реорганизован в сельскохозяйственный производственный кооператив, с 2006 — одноименное подразделение агрофирмы «Зай» (полеводство, молочное скотоводство).

## Население
| 1870 | 1897 | 1913 | 1920 | 1926 | 1938 | 1949 | 1958 | 1970 | 1979 | 1989 | 2002 | 2010 | 2017 |
| ---- | ---- | ---- | ---- | ---- | ---- | ---- | ---- | ---- | ---- | ---- | ---- | ---- | ---- |
| 425  | 718  | 946  | 897  | 723  | 580  | 562  | 555  | 548  | 453  | 253  | 222  | 205  | 193  |

Национальный состав
Согласно результатам переписи 2002 года, в национальной структуре населения села татары составляли 100% из 222 человек.

## Экономика
Полеводство, молочное скотоводство.

## Инфраструктура
Клуб, фельдшерско-акушерский пункт.

## Религия
Мечеть.